# روزی که گذشت
روزی که گذشت (ترکی آذربایجانی: Gün Keçdi) یک فیلم درام عاشقانه آذربایجانی محصول ۱۹۷۱ به کارگردانی عارف بابایف است.